# Kukówko
Kukówko (Duits: Kukowken; 1938-1945: Heinrichstal) is een plaats in het Poolse district  Olecki, woiwodschap Ermland-Mazurië. De plaats maakt deel uit van de gemeente Świętajno en telt 180 inwoners.